# Assis Brasil
Assis Brasil est une ville brésilienne du sud de l'État de l'Acre. Sa population est estimée à 5 351 habitants en 2007. La municipalité s'étend sur 2 876 km2.

## Histoire
La localité fut fondée par Vicente Bessa le 1er mars 1963. Elle acquiert son autonomie administrative par la loi d'État no 588, le 14 mai 1976, se séparant de la municipalité de Brasiléia.
La municipalité reçu ce nom en hommage à Joaquim Francisco de Assis Brasil, ambassadeur qui s'est distingué aux côtés du baron do Rio Branco et de Plácido de Castro, dans la question de l'Acre qui se termina par la signature du traité de Petrópolis, entre le Brésil et la Bolivie. Ce traité donna au Brésil les terres et les droits concernant l'exploitation du caoutchouc dans la région.

## Villes voisines
Assis Brasil est voisine des municipalités (municípios) suivantes :
- Sena Madureira ;
- Brasiléia.

La ville est limitrophe du Pérou et de la Bolivie.